# ویلیام سالیوان
ویلیام هیلی سالیوان (به انگلیسی: William Healy Sullivan)(۱۲ اکتبر ۱۹۲۲ – ۱۱ اکتبر ۲۰۱۳)، آخرین سفیر آمریکا در ایران از سال ۱۹۷۷ تا ۱۹۷۹ بود.

## ماموریت‌ها
سالیوان، پیش از انتخاب به عنوان سفیر آمریکا در تهران، هیچگاه تجربه کار با ایران و یک کشور اسلامی را نداشت. نزدیک‌ترین محل مأموریت او به تهران، کلکته، حدود سی سال پیش از حضور در ایران بود. سالیوان در طول دوره مأموریت خود با انقلاب اسلامی ایران مواجه شد و تحت تأثیر اختلافات سایروس ونس و زبیگنیف برژینسکی، با برژینسکی درگیری لفظی پیدا کرد. اندکی پس از انقلاب و پیش از بحران گروگانگیری سفارت آمریکا در تهران، سالیوان به آمریکا فرا خوانده شد و بلافاصله بازنشسته گردید.